# Ariel Dorfman
Ariel Dorfman (Buenos Aires, 1942) és un escriptor en castellà i en anglès. Ha escrit novel·la, assaig, teatre, poesia i contes.

## Biografia
Nascut a Argentina, als dotze anys va començar a viure a Xile, on va estudiar literatura, es va casar i es va nacionalitzar xilè. Va denunciar l'impacte ideològic dels sectors conservadors i de dretes sobre la cultura de masses i especialment en la cultura (revistes, dibuixos animats) adreçada als nens. Per exemple, al seu conegut assaig Para leer al Pato Donald (1971) posa de manifest els valors de Walt Disney neocolonialistes i del típic American Way of Life ("estil de vida americà").
Partidari de Salvador Allende, després del cop d'estat militar de 1973 es va exiliar a França i posteriorment a Carolina del Nord. En 1990, amb la caiguda del règim feixista, Dorfman va tornar breument a Xile i hi va presentar La mort i la donzella, la seva obra teatral més coneguda. Posteriorment ha compaginat les seves publicacions amb la docència universitària als Estats Units. Actualment té la doble nacionalitat xilena i estatunidenca.

## Obres
- El absurdo entre cuatro paredes: el teatro de Harold Pinter. Santiago, Xile: Editorial Universitaria, 1968.
- How to Read Donald Duck: Imperialist Ideology in the Disney Comic (Para leer al Pato Donald, 1971), amb Armand Mattelart; tr. David Kunzle. London: International General, 1975 ISBN 0-88477-023-0
- The Rabbits' Rebellion (La rebelión de los conejos mágicos, 1986), 2001
- Hard Rain (Moros en la costa, 1973), tr. George Shivers & Dorfman. Columbia (LA): Readers International, 1990
- Widows (Viudas, 1981), tr. Stephen Kessler. Nova York: Pantheon Books, 1983 ISBN 1-58322-483-1
- The Last Song of Manuel Sendero, (La última canción de Manuel Sendero, 1982), tr. George R. Shivers & Dorfamn. Nova York: Viking, 1987 0140088962
- The Empire's Old Clothes. What the Lone Ranger, Babar, the Reader's Digest, and other false friends do to our minds, Pantheon Books, Nova York, 1983 (2nd edition 2010) (Patos, elefantes y héroes: La infancia como subdesarrollo, 1985)
- Last Waltz in Santiago and other poems of exile and disappearance (Pastel de choclo, 1986), tr. Edith Grossman & Dorfamn, Nova York: Viking, 1988
- Mascara (Máscaras, 1988), Nova York: Viking, 1988
- My House Is On Fire, short stories, tr. George Shivers & Dorfman; Nova York: Viking, 1990
- Some Write to the Future: Essays on Contemporary Latin American Fiction (1991)
- Death and the maiden (La muerte y la doncella, 1991), a play in three acts; London: Nick Hern Books (Nova York: Penguin Books, 1992).
- Konfidenz (Konfidenz, 1994), Nova York: Farrar, Straus, and Giroux, 1994
- Reader, drama, Nick Hern Books, London, 1995
- Heading South, Looking North: A Bilingual Journey (Rumbo al Sur, deseando el Norte, 1998), Nova York: Farrar, Straus, and Giroux, 1999 ISBN 0-14-028253-X
- The Nanny and the Iceberg (La Nana y el Iceberg, 1999), Nova York: Farrar, Straus, and Giroux, 1999
- The Resistance Trilogy (Death and the Maiden, Widows, Reader), Nick Hern Books Limited, 1998
- Exorcising Terror: The Incredible Unending Trial of Augusto Pinochet (Más allá del miedo: El largo adiós a Pinochet, 2002), Seven Stories Press, 2002 ISBN 1-58322-542-0
- Blake’s Therapy, Seven Stories Press, in Nova York, 2001 (Terapia)
- In Case of Fire in a Foreign Land: New and Collected Poems from Two Languages (2002)
- Other Septembers, Many Americas: Selected Provocations, 1980–2004 (2004) (Otros septiembres)
- Manifesto for Another World: Voices from Beyond the Dark. Seven Stories Press, 2004
- Desert Memories: Journeys through the Chilean North. National Geographic Books, 2004.
- Burning City (with Joaquin Dorfman) (2006) ISBN 0-375-83204-1
- Americanos: Los pasos de Murieta (2009)
- Feeding on Dreams: Confessions of an Unrepentant Exile (2011)
- Darwin's Ghost, Seven Stories Press (2020)